# Pablo y Andrea
Pablo y Andrea es una telenovela infantil mexicana, producida por Lucero Suárez para Televisa, en el año 2005, la cual fue la última producción de telenovelas infantiles. 
Protagonizada por Danna Paola, Jorge Trejo, Guillermo Capetillo y Marcia Coutiño, cuenta además con las participaciones antagónicas de Mercedes Molto, Eduardo Rivera, Zully Keith, María Fernanda Núñez, Adrián Alonso, Valentina Cuenca y Geraldine Galván y las actuaciones estelares de Ingrid Martz, Carlos Espejel, Juan Carlos Colombo, Mario Casillas y Nuria Bages y la participación especial del primer actor Luis Gimeno.
Pablo y Andrea es una adaptación del clásico de Mark Twain, Las aventuras de Tom Sawyer, pero las aventuras no se desarrollan en la costa del río Misisipi, sino en el mágico pueblo de Huasca de Ocampo, en el estado mexicano de Hidalgo. Pablo y Andrea tuvo una versión internacional de 100 capítulos de 41-44 minutos.

## Reparto
- Danna Paola - Andrea Saavedra
- Jorge Trejo - Pablo Ibáñez Rentería
- Marcia Coutiño - Carmen Vda. de Ortega
- Guillermo Capetillo - Juan Carlos Saavedra
- Ingrid Martz - Alma Ibañez
- Mercedes Molto - Carlota / Úrsula / Bárbara / Socorro Barraza
- Jesús Zavala - Nicolás Carrillo
- Geraldine Galván - Hilda
- Nadiedka - Mati
- Rodrigo Llamas - José "Pepe" González
- Valentina Cuenca - Rita Galvez
- Valeria López - Susana "Susanita"
- Adrián Alonso - Martín Ibáñez Rentería
- María Fernanda Núñez - Diana Ortíz
- Beng Zeng - Joaquín
- Carlos Espejel - Tobías Pérez
- Zully Keith - Virginia Slater
- Juan Carlos Colombo - Sabás Carrillo
- Nuria Bages - Gertrudis Ibáñez
- Eduardo Rivera - Míkonos
- Mario Casillas - Don Severino
- Adalberto Parra - Gabriel Quintero
- Raquel Morell - Ellen Slater
- Rodrigo Mejía - Rodrigo Castro
- Jorge Ortín - Cirilo Frutos
- Carlos Ignacio - Abelardo
- Luis Gimeno - Don Cipriano Saavedra
- Lupe Vázquez - Tita
- Loreli Mancilla - Laura
- Bárbara Gómez - Concepción "Conchita"
- René Azcoitia - Padre Bonifacio
- Anastasia - Paula
- Arantza Ruiz - Paty
- Alan Ledesma - Osvaldo
- Rafael Perrín - Mateo Pérez
- Luis Camarena - Anacleto Pérez
- Jaime Lozano - Francisco "Pancho" Ortíz
- Luis Reynoso - Jefe Jesús
- Thelma Tixou - Leonor
- Arturo Lorca - Pielinsky
- Abraham Stavans - Ramus
- Juan Imperio - Moctezuma
- Maripaz García - Toña
- Iliana de la Garza - Lupe
- Javier Ruán - Imanol
- Dolores Salomón "Bodokito" - Chana

## Equipo de producción
- Historia original de: Lorena Salazar, Areli Caraza, Alejandro Cichitti
- Editor literario: Salvador Jarabo
- Tema musical: Pablo y Andrea
- Compositor: Joan Romagosa
- Intérprete: Danna Paola
- Música incidental: Ana Jimena García Chávez, Sesan
- Escenografía: Angeles Márquez
- Ambientación: Laura Ocampo
- Diseño de vestuario: Almudena Suárez, Alejandra Mendoza
- Animación: Israel Salazar
- Coordinación musical: Jesús Blanco Bonilla
- Musicalizador: Julio Blanco Vázquez
- Editores: Socorro Manrique, Omar Blanco
- Jefes de producción: Humberto Guerra Flores, Tonatiuh Reyes Correa
- Productor asociado: Roberto Miquel
- Coordinación de producción: Ángel Villaverde
- Dirección de escena en locación: Claudia Elisa Aguilar
- Dirección de cámaras en locación: Miguel Valdés
- Dirección de escena en foro: Gastón Tuset
- Dirección de cámaras en foro: Gilberto Macín
- Productora ejecutiva: Lucero Suárez

## Premios y nominaciones

### Premios TVyNovelas 2006
| Categoría                | Persona     | Resultado |
| ------------------------ | ----------- | --------- |
| Mejor actuación infantil | Danna Paola | Ganadora  |

### TV Adicto Golden Awards
| Año  | Categoría                              | Nominados     | Resultado |
| ---- | -------------------------------------- | ------------- | --------- |
| 2006 | Premio especial por efectos especiales | Lucero Suárez | Ganadora  |